# Khu nghỉ dưỡng Hoa Sen Trắng (mùa 2)
Phần thứ hai của The White Lotus, loạt phim truyền hình hài châm biếm Mỹ, phát sóng ngày 30 tháng 10 năm 2022 trên HBO. Phim gồm bảy tập, do Mike White sáng lập, biên kịch và đạo diễn. Dự án có sự góp mặt của các diễn viên F. Murray Abraham, Jennifer Coolidge, Adam DiMarco, Meghann Fahy, Beatrice Grannò, Jon Gries, Tom Hollander, Sabrina Impacciatore, Michael Imperioli, Theo James, Aubrey Plaza, Haley Lu Richardson, Will Sharpe, Simona Tabasco và Leo Woodall. Coolidge và Gries là hai diễn viên tiếp tục tham gia từ mùa trước.
Cốt truyện xoay quanh các nhân vật tại chi nhánh White Lotus ở Sicilia, Ý. Phim thắng năm giải trên tổng số 12 đề cử Primetime Emmy lần thứ 75 và 11 đề cử Primetime Creative Arts Emmy.

## Phân vai

### Chính
Nhóm nhân vật Di Grasso
- Michael Imperioli vai Dominic Di Grasso,[1] một nhà làm phim Hollywood nghiện tình dục
- Adam DiMarco vai Albie Di Grasso,[2] con trai Dominic, tốt nghiệp Stanford, tính tình hoà nhã nhưng có phần rụt rè
- F. Murray Abraham vai Bert Di Grasso,[2] cha của Dominic, tính tình trăng hoa

Nhóm nhân vật Tanya
- Jennifer Coolidge vai Tanya McQuoid-Hunt,[3] sau mùa một, giờ bà đã là vợ của Greg Hunt
- Jon Gries vai Greg Hunt, người chồng khó đoán của Tanya[4]
- Haley Lu Richardson vai Portia,[2] trợ lý của Tanya, được cho đi du lịch cùng
- Tom Hollander vai Quentin,[2] một người đàn ông Anh nhiều tiền đang sống ở Sicily, tình cờ quen Tanya ở khách sạn
- Leo Woodall vai Jack, một chàng trai trẻ đến từ Essex, Anh, được Quentin giới thiệu là "cháu trai"[5]

Nhóm nhân vật Sullivan
- Theo James vai Cameron Sullivan,[5] một doanh nhân kiêu ngạo và tính toán, chồng của Daphne và cũng là bạn đại học của Ethan
- Will Sharpe vai Ethan Spiller,[5] một doanh nhân mới giàu lên, chồng của Harper
- Meghann Fahy vai Daphne Sullivan,[5] vợ của Cameron, bề ngoài dễ thương nhưng vốn là người thích điều khiển người khác
- Aubrey Plaza vai Harper Spiller,[6] vợ Ethan, tính cách khép kín

Nhóm nhân vật Valentina
- Sabrina Impacciatore vai Valentina, bà chủ nghiêm túc của khách sạn[7]
- Simona Tabasco vai Lucia Greco, cô gái bán dâm người địa phương, chuyên đi lừa đảo[7]
- Beatrice Grannò vai Mia, cô gái trẻ người địa phương ôm mộng ca sĩ, bạn của Lucia[7]

### Phụ
- Eleonora Romandini vai Isabella, lễ tân mà Valentina có cảm tình
- Federico Ferrante vai Rocco, lễ tân mà Valentina vốn không ưa
- Federico Scribani Rossi vai Giuseppe, nam ca sĩ phóng đãng của khách sạn
- Francesco Zecca vai Matteo, bạn Quentin
- Paolo Camilli vai Hugo, bạn Quentin
- Bruno Gouery vai Didier, bạn Quentin
- Nicola Di Pinto vai Tommaso, lái tàu cho du thuyền của Quentin

### Khách mời
- Laura Dern vai Abby (lồng tiếng), người vợ ly thân của Dominic[8]
- Angelina Keeley và Kara Kay vai khách hàng[9]

## Danh sách tập
| TT. tổng thể | TT. trong mùa phim | Tiêu đề          | Đạo diễn   | Biên kịch  | Ngày phát hành gốc   | Người xem tại U.S. (triệu) |
| --- | ------------------ | ---------------- | ---------- | ---------- | -------------------- | -------------------------- |
| 7 | 1                  | "Ciao"           | Mike White | Mike White | 30 tháng 10 năm 2022 | 0.460                      |
| Phim mở đầu với cảnh những xác chết trôi dạt trên bờ biển Taormina, Sicilia, sau đó lùi thời gian về cách đó một tuần khi quản lý khách sạn Valentina đón tiếp các vị khách. Tanya giờ đã cưới Greg nhưng không thực sự hạnh phúc, ông bực mình vì bà mang theo trợ lý Portia trong chuyến đi vốn chỉ dành cho hai người. Portia làm quen với Albie Di Grasso, một sinh viên mới tốt nghiệp trường Stanford. Anh đi Ý tìm hiểu nguồn cội gia đình cùng cha là Dominic và ông nội Bert. Dominic là một nhà làm phim Hollywood nghiện tình dục, đang ly thân với vợ, còn Bert là một ông già trăng hoa. Trong khi đó, hai vợ chồng Ethan và Harper Spiller đi cùng bạn đại học Cameron Sullivan và vợ Daphne. Chứng kiến sự quấn quýt của cặp Cameron, Harper cho rằng đó chỉ là giả tạo. Khi đi tắm, Cameron thản nhiên thay đồ trước mặt Harper. Ethan bỏ qua và cho rằng có thể Cameron không nhìn thấy cô. Lucia, một cô gái mại dâm người địa phương, cùng bạn là Mia, lẻn lên phòng khách sạn mua vui cho Dominic. |                    |                  |            |            |                      |                            |
| 8 | 2                  | "Italian Dream"  | Mike White | Mike White | 6 tháng 11 năm 2022  | 0.421                      |
| Để tránh gây bàn tán, Dominic nói với Valentina rằng Lucia và Mia là bạn của ông. Portia đi cùng nhà Di Grasso tới thăm sân khấu cổ ở Taormina, ông nội Bert liên tục nói những câu chuyện phiếm phóng đãng. Albie và Portia dắt nhau đi ăn tối, cô tiết lộ quá khứ của Tanya cho anh. Bert trách Dominic về những thất bại trong hôn nhân, khiến Dominic nói với Lucia muốn bỏ tật nghiện tình dục, nhưng sau cùng ông vẫn tiếp tục vui vẻ với cô và Mia. Trái ngược với cặp Cameron, Ethan và Harper hoàn toàn lạnh nhạt trong chuyện chăn gối. Cameron tiếp tục có thái độ ve vãn Harper khi đi tắm. Harper sau đó xin lỗi Ethan vì quá khó tính, hứa sẽ vui vẻ trở lại. Greg nói với Tanya rằng ông phải về Denver làm việc. Bà sau đó tình cờ nghe được ông gọi điện cho một người có thể là tình nhân. |                    |                  |            |            |                      |                            |
| 9 | 3                  | "Bull Elephants" | Mike White | Mike White | 13 tháng 11 năm 2022 | 0.474                      |
| Bert nói ông đã nhìn thấy Lucia và Mia rời khỏi phòng, Dominic cảm thấy có lỗi và cắt đứt với Lucia. Trong buổi đi chơi hôm đó, Albie tìm cách gây ấn tượng với Portia nhưng cô bị Tanya gọi về. Bà bực mình về việc của Greg và cần một người hỗ trợ. Khi xem bói tarot, bà thầy bói nói rằng chồng bà đang có bồ nhí. Buổi tối, Albie cố gắng gần gũi thêm với Portia nhưng cô tình cờ quen một anh chàng tên Jack người Anh ở bể bơi. Daphne và Harper đi đến Noto ngắm cảnh còn Cameron và Ethan chơi mô tô nước. Ở Noto, Daphne bật mí cho Harper biết về việc chồng ngoại tình nhưng cô chọn cách bỏ qua, đồng thời úp mở về việc làm ăn phi pháp của Cameron. Ở khách sạn, Cameron cố thuyết phục Ethan đầu tư vào dự án của mình vì Ethan là một doanh nhân vừa mới giàu lên. Cả hai rủ Lucia và Mia lên phòng tiệc tùng, Cameron quan hệ với Lucia nhưng Ethan từ chối Mia. |                    |                  |            |            |                      |                            |
| 10 | 4                  | "In the Sandbox" | Mike White | Mike White | 20 tháng 11 năm 2022 | 0.416                      |
| Cameron không chịu trả hết tiền cho Lucia và Mia. Trở về từ Noto, Harper hỏi chồng nhưng anh nói chỉ uống rượu và không kể gì thêm. Cô sau đó tình cờ tìm thấy một cái vỏ bao cao su nhưng chỉ ngầm bực mà không nói gì thêm. Tanya quen biết và làm bạn với Quentin, một người đàn ông Anh đồng tính giàu có đang sống ở Palermo. Bà tình cờ gặp lại Jack trước đó ở hồ bơi, và được Quentin giới thiệu là cháu trai. Albie gặp Lucia khi đang đợi Portia, hai bên tán tỉnh nhau trong khi anh không hề biết quan hệ của cô với cha. Lucia lúc này tự vấn về tương lai bấp bênh, trong khi Mia đang định quan hệ với Giuseppe để tìm cách chiếm một suất hát trong khách sạn, bỏ qua lời khuyên ngăn của Lucia. Giuseppe nghĩ Mia cho mình uống Viagra, ông sau đó bị đột quỵ và phải đi cấp cứu. Jack và Portia ngủ với nhau, còn Albie rủ Lucia về phòng quan hệ. |                    |                  |            |            |                      |                            |
| 11 | 5                  | "That's Amore"   | Mike White | Mike White | 27 tháng 11 năm 2022 | 0.641                      |
| Ethan giải thích mọi chuyện với vợ về sự việc tối hôm trước, cô tạm thời chấp nhận lời xin lỗi của anh. Cả hai cặp đôi tham gia buổi thử rượu, Harper nói bóng gió về việc cô đã biết mọi chuyện. Ethan nói Cameron lúc nào cũng tìm cách chiếm lấy những người mà Ethan thích hồi đại học. Trong khi Harper tiếp tục làm lố để chồng xấu hổ. Bữa tối hôm đó, Cameron đặt tay lên đùi Harper ve vãn. Albie bất ngờ khi Lucia đòi tiền quan hệ, cha anh tìm cách chia rẽ cả hai nhưng lúc này Albie đã phải lòng Lucia. Một người đàn ông tên Alessio mồi chài Lucia, cô nói rằng đang nợ tiền người này. Hôm đó, Albie và Lucia sau đó lại ngủ với nhau. Khi biết Valentina là gay, Mia ngỏ ý quan hệ để đổi lại vị trí hát của Giuseppe. Tanya và Portia đến tham quan Palermo với hội của Quentin. Quentin đi xem kịch với Tanya, còn Jack và Portia đi dạo phố. Tối hôm đó, Tanya tỉnh giấc và bị sốc khi thấy Jack và Quentin quan hệ với nhau. |                    |                  |            |            |                      |                            |
| 12 | 6                  | "Abductions"     | Mike White | Mike White | 4 tháng 12 năm 2022  | 0.684                      |
| Ethan và Harper bàn chuyện hôn nhân, anh cho rằng vợ có qua lại với Cameron khi thấy hai người với nhau. Nhà Di Grasso đến thăm nhà họ hàng, Lucia cũng đi theo làm phiên dịch, đằng sau Alessio đang bám theo cả nhóm. Lucia để cho Alessio đi cùng mặc cho mọi người phản đối. Nhà Di Grasso đến thăm mà không báo trước nên bị họ hàng từ chối. Bert thất vọng về chuyến thăm. Khi về khách sạn, Lucia nói rằng Alessio chỉ buông tha cho cô khi nào trả hết nợ. Valentina quyết định quan hệ với Mia, sau khi biết được người mà cô thầm yêu là nhân viên Isabella đã đính hôn với đồng nghiệp Rocco. Tanya nói với Portia rằng Jack có thể không phải cháu Quentin. Trong khi đó, Quentin làm mai bà cho tên buôn lậu thuốc phiện Niccoló. Trong phòng, Tanya tình cờ nhìn thấy một bức ảnh của Quentin và Greg hồi trẻ. Jack say rượu và tiết lộ cho Portia biết rằng Quentin không phải là chú mà là ân nhân cứu mạng ngày trước, đổi lại, anh chấp nhận quan hệ với Quentin. |                    |                  |            |            |                      |                            |
| 13 | 7                  | "Arrivederci"    | Mike White | Mike White | 11 tháng 12 năm 2022 | 0.854                      |
| Harper thú nhận với Ethan rằng Cameron đã hôn cô. Anh tức giận và đánh nhau với Cameron, suýt nữa dìm chết bạn nếu không có người can ngăn. Ethan gặp Daphne trên đường về, cô sau đó rủ anh đi dạo quanh bờ biển, có thể là để quan hệ. Ethan lúc sau quay lại phòng quan hệ với Harper, thắp lại tình yêu. Albie xin Dominic cho Lucia 50.000 EUR để trả nợ, đổi lại anh sẽ hàn gắn chuyện của cha mẹ. Nhận được tiền, Lucia bỏ trốn. Valentina thuê Mia làm người chơi piano thay cho Giuseppe. Portia bị mất điện thoại, cô lấy máy của Jack gọi cho Tanya để kể lại những chuyện bất thường. Tanya nghi rằng Greg thuê đám Quentin để dàn cảnh giết bà, sau đó lấy thừa kế. Phát hoảng khi thấy băng dính và dây thừng trong túi Niccolo, bà lấy súng của hắn và giết hắn, Quentin, người bạn Didier. Tanya sau đó bỏ chạy bằng cách nhảy xuống xuồng nhưng bị vấp ngã, chết. Xác của bà được Daphne phát hiện khi đang tắm biển, hội của Quentin cũng đươc tìm thấy sau đó. Portia chất vấn Jack về quan hệ với Quentin, anh tức giận, trả lại điện thoại và lái xe đi, cảnh cáo cô đừng bao giờ quay lại White Lotus. Albie gặp lại Portia ở sân bay và trao đổi liên lạc. Lucia và Mia giờ đã có được những gì họ muốn, cả hai ăn mừng với Alessio, vốn là một nhân viên khách sạn. |                    |                  |            |            |                      |                            |